# زئير (مسلسل)
زئير (بالإنجليزية: Roar )‏ هو مسلسل أنثولوجي من بطولة نيكول كيدمان، سينثيا إيريفو، ميريت ويفر، أليسون بري، بيتي غيلبين، ميرا سيال، فيفل ستيوارت وكارا هايوارد. صدر المسلسل على منصة أبل تي في + في 15 أبريل 2022.